# Льеж — Бастонь — Льеж 2011
97-й выпуск  Льеж — Бастонь — Льеж — шоссейной однодневной велогонки по дорогам Бельгии. Гонка прошла 24 апреля 2011 года. Победу одержал местный гонщик Филипп Жильбер, опередивший в финишном спринте братьев Фрэнка и Анди Шлек.

## Участники
На старт вышли 199 велогонщиков, по 7 или 8 от каждой из 25 команд. Кроме 18 коллективов UCI ProTeams, организаторы пригласили 7 команд Континентального Тура (гонщики начиная со 181 номера).
| UCI ProTeams (18)- Ag2r La Mondiale - Astana - BMC Racing Team - Euskaltel-Euskadi - Garmin-Cervélo - HTC-Highroad - Katusha - Lampre-ISD - Leopard-Trek - Liquigas-Cannondale - Movistar Team - Omega Pharma-Lotto - Quick Step Cycling Team - Rabobank - Team RadioShack - Saxo Bank-Sungard - Sky ProCycling - Vacansoleil-DCM UCI Professional Continental Teams (7)- Topsport Vlaanderen-Mercator - Landbouwkrediet - Veranda’s Willems-Accent - Cofidis, le Crédit en Ligne - Saur-Sojasun - FDJ - Skil-Shimano |
| |

## Маршрут
Маршрут, как обычно, претерпел небольшие изменения, а дистанция составила 255,5 километра по Арденнам. На этот раз организаторы отметили 10 подъёмов со средним градиентом не менее 5 %. Последние 1,5 километра гонщики также преодолевали в гору.
| №  | Км от старта | Название              | Длина (м) | Средний % |
| -- | ------------ | --------------------- | --------- | --------- |
| 1  | 71,5         | Кот де Сен-Рош        | 1000      | 11        |
| 2  | 157,5        | Кот де Ванн           | 2700      | 7,3       |
| 3  | 164,5        | Кот де Стокё          | 1100      | 12,2      |
| 4  | 170,0        | Кот де ла От-Леве     | 3600      | 5,6       |
| 5  | 183,0        | Коль дю Росье         | 4400      | 5,9       |
| 6  | 195,5        | Коль дю Макисар       | 2500      | 5         |
| 7  | 206,0        | Мон-Тё                | 2700      | 59        |
| 8  | 220,5        | Кот де ла Редут       | 2000      | 8,8       |
| 9  | 236,0        | Кот де ла Рош-о-Фокон | 1500      | 9,9       |
| 10 | 250,0        | Кот де Сен-Николя     | 1000      | 11,1      |

## Ход гонки
Несмотря на то, что Филипп Жильбер никогда не выигрывал проходящую буквально мимо его родного дома «Ла Дуайен», именно он считался безоговорочным фаворитом: валлон выиграл 2 предыдущие арденнские классики, Амстел Голд Рейс и Флеш Валонь, не считая Флеш Брабансонн. Рекордсмен гонки Эдди Меркс восхищался соотечественником и желал ему победы. Считалось, что другие гонщики смогут одолеть Жильбера, только если весь пелотон будет работать против него. Поэтому именно команда валлона «Omega Pharma-Lotto» возглавляла пелотон большую часть гонки, на более поздних этапах ей помогала «Leopard Trek». Разношёрстные отрывы никогда не имели преимущество более чем в 4 минуты, а на последней трети не могли получить и двух минут. После ла Редут за 35 километров до финиша преимущество отрыва сократилось до менее чем одной минуты, а на следующем подъёме Рош-о-Фокон пелотон не смог удержать в своём составе гонщиков, разыгравших в итоге победу. Лидировали братья Шлеки, за ними шли Жильбер и его грегари Йелле Ванендерт. Когда первые трое ускорились, Ванендерт остался на прежнем темпе, а никто из следующих за ним не предпринял контратаки.
Вскоре после этого действующий победитель гонки Александр Винокуров проколол колесо и выбыл из борьбы за призы. Гонщики его команды «Astana» были очень активны и имели солидное представительство в отрывах и первых рядах пелотона, но почти все были вынуждены спуститься за своим лидером. Шлеки и Жильбер вскоре обошли все остатки отрывов, за них зацепился только Грег ван Авермат, но и он позже отстал. Трио добилось преимущества над головой пелотона более чем в 40 секунд, и, к удивлению части специалистов, работало слаженно, проводя частые смены. Жильбер ещё добавил на Сен-Николя, где отстал Энди Шлек. На спуске он догнал лидеров, но его шансы на победу упали. Поэтому он работал без смен последние 2 километра, стараясь отвезти брата и Жильбера от преследователей. За 300 метров до финиша спуртовал Жильбер, следивший за ним Франк пытался ответить, но оказался ненамного свежее брата. Вице-капитан «Астаны» Роман Кройцигер стал лучшим из остальных. Выиграв все 3 арденнские классики в один год, Жильбер повторил достижение 2004 года Давида Ребеллина, во время побед бельгийца, отбывавшего дисквалификацию за использование допинга.

## Результаты
| \| Генеральная классификация \| Генеральная классификация \| Генеральная классификация \| Генеральная классификация \| Генеральная классификация \| \| Гонщик \| Гонщик \| Команда \| Время \| \| \| ------------------------- \| ------------------------- \| ------------------------- \| ------------------------- \| ------------------------- \| \| 1-й \| Филипп Жильбер \| Omega Pharma-Lotto \| 6ч 13' 18 \| \| \| 2-й \| Фрэнк Шлек \| Leopard-Trek \| + 0 \| \| \| 3-й \| Анди Шлек \| Leopard-Trek \| + 0 \| \| \| 4-й \| Роман Кройцигер \| Astana \| + 24 \| \| \| 5-й \| Ригоберто Уран \| Team Sky \| + 24 \| \| \| 6-й \| Крис Анкер Сёренсен \| Saxo Bank-Sungard \| + 24 \| \| \| 7-й \| Грег Ван Авермат \| BMC Racing Team \| + 27 \| \| \| 8-й \| Винченцо Нибали \| Liquigas-Cannondale \| + 29 \| \| \| 9-й \| Бьёрн Лёкеманс \| Vacansoleil-DCM \| + 39 \| \| \| 10-й \| Самуэль Санчес \| Euskaltel-Euskadi \| + 39 \| \| \| 11-й \| Александр Колобнев \| Katusha \| + 43 \| \| \| 12-й \| Саймон Герранс \| Team Sky \| + 43 \| \| \| 13-й \| Пауль Мартенс \| Rabobank \| + 43 \| \| \| 14-й \| Игор Антон \| Euskaltel-Euskadi \| + 43 \| \| \| 15-й \| Оскар Фрейре \| Rabobank \| + 43 \| \| \| 16-й \| Дамиано Кунего \| Lampre-ISD \| + 43 \| \| \| 17-й \| Йелле Ванендерт \| Omega Pharma-Lotto \| + 47 \| \| \| 18-й \| Тиджей Ван Гардерен \| HTC-Highroad \| + 53 \| \| \| 19-й \| Кристоф Вандевалле \| Quick Step \| + 57 \| \| \| 20-й \| Жером Пино \| Quick Step \| + 58 \| \| |                     |                     |           |
| |                     |                     |           |
| Источник: ProCyclingStats |                     |                     |           |
| Генеральная классификация |                     |                     |           |
| Гонщик | Гонщик              | Команда             | Время     |
| 1-й | Филипп Жильбер      | Omega Pharma-Lotto  | 6ч 13' 18 |
| 2-й | Фрэнк Шлек          | Leopard-Trek        | + 0       |
| 3-й | Анди Шлек           | Leopard-Trek        | + 0       |
| 4-й | Роман Кройцигер     | Astana              | + 24      |
| 5-й | Ригоберто Уран      | Team Sky            | + 24      |
| 6-й | Крис Анкер Сёренсен | Saxo Bank-Sungard   | + 24      |
| 7-й | Грег Ван Авермат    | BMC Racing Team     | + 27      |
| 8-й | Винченцо Нибали     | Liquigas-Cannondale | + 29      |
| 9-й | Бьёрн Лёкеманс      | Vacansoleil-DCM     | + 39      |
| 10-й | Самуэль Санчес      | Euskaltel-Euskadi   | + 39      |
| 11-й | Александр Колобнев  | Katusha             | + 43      |
| 12-й | Саймон Герранс      | Team Sky            | + 43      |
| 13-й | Пауль Мартенс       | Rabobank            | + 43      |
| 14-й | Игор Антон          | Euskaltel-Euskadi   | + 43      |
| 15-й | Оскар Фрейре        | Rabobank            | + 43      |
| 16-й | Дамиано Кунего      | Lampre-ISD          | + 43      |
| 17-й | Йелле Ванендерт     | Omega Pharma-Lotto  | + 47      |
| 18-й | Тиджей Ван Гардерен | HTC-Highroad        | + 53      |
| 19-й | Кристоф Вандевалле  | Quick Step          | + 57      |
| 20-й | Жером Пино          | Quick Step          | + 58      |